# Dario Vujičević
Dario Vujičević (ur. 1 kwietnia 1990 w Sarajewie) – chorwacki piłkarz występujący na pozycji pomocnika. Od 2013 jest zawodnikiem klubu Heracles Almelo.